# Lewi Eszkol

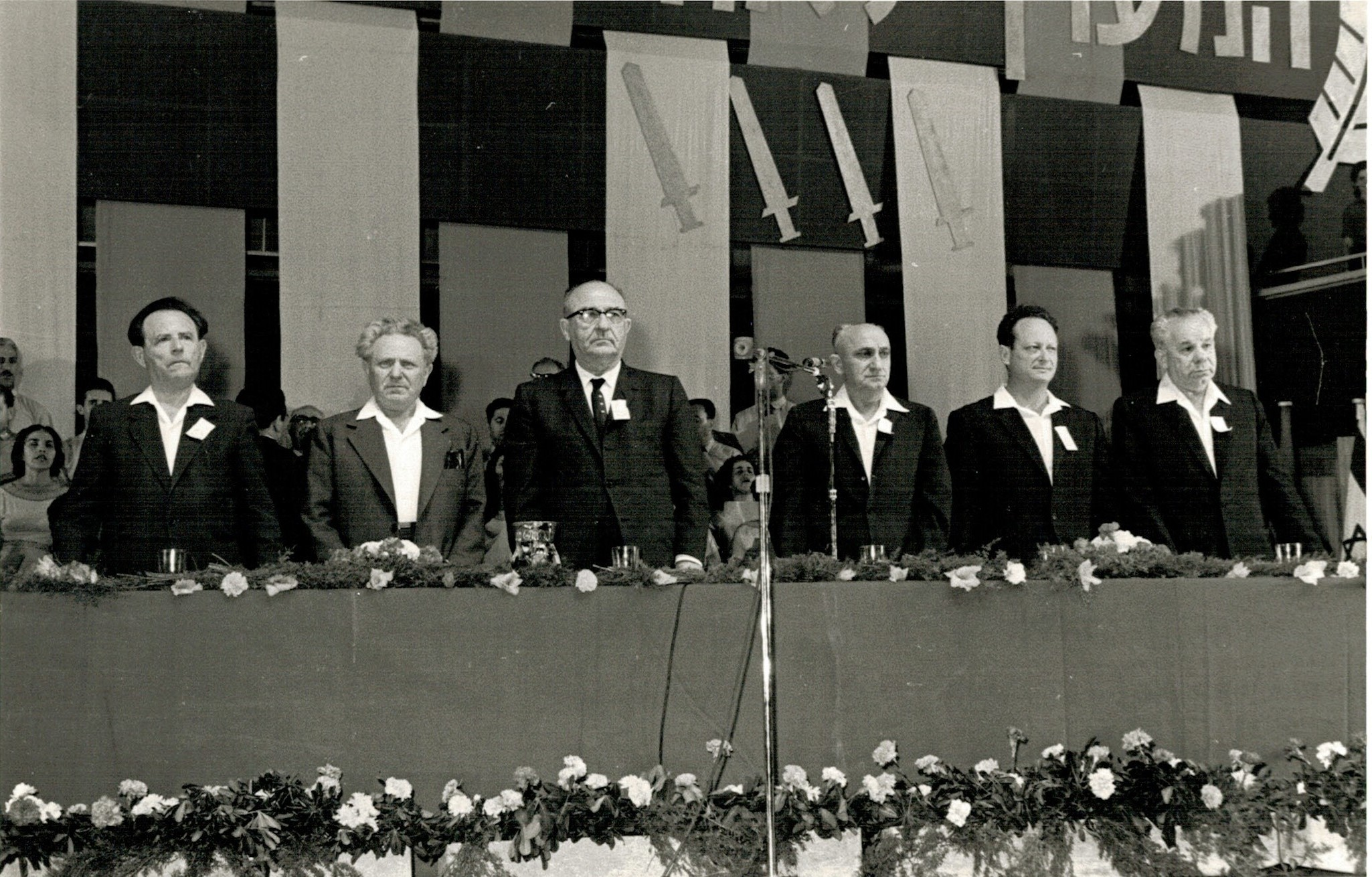
Konwencja założycielska Koalicji Pracy, od lewej: Mosze Karmel, Jigal Allon, Re’uwen Barkat, Lewi Eszkol, Jisra’el Galili i Aharon Becker (1965)

Lewi Eszkol (wym. leˈvi ʔeʃˈkol ( odsłuchaj), hebr. לוי אשכול; właśc. Lewi Skolnik (ur. 13 października?/25 października 1895 w Oratowie pod Kijowem, zm. 26 lutego 1969 w Jerozolimie) – izraelski polityk, poseł do Knesetu od 1951 do 1969, minister, premier Izraela w latach 1963–1969. Stał na czele jedenastego, dwunastego i trzynastego rządu Izraela.

## Życiorys
W wieku 16 lat przystąpił do syjonistycznej grupy Tzeirei Tzion. Otrzymał tradycyjne żydowskie wykształcenie na wyższej uczelni w Wilnie. W 1913 wyemigrował do Palestyny, będącej wówczas częścią Imperium Osmańskiego.
Podczas I wojny światowej jako ochotnik zaciągnął się do brytyjskiej armii i służył w Żydowskim Legionie. Po wojnie przyłączył się do grupy, która założyła kibuc Deganja Bet. W 1921 był jednym z założycieli Powszechnej Organizacji Robotników Żydowskich w Ziemi Izraela (Histadrut).
W 1937 odegrał centralną rolę w założeniu Kompanii Wodnej Mekorot. Zajmował ważne stanowisko w żydowskiej podziemnej organizacji wojskowej Hagana i brał udział w walkach wojny o niepodległość.
W 1948 został szefem Światowej Organizacji Syjonistycznej. W latach 1950–1951 zajmował kierownicze stanowisko w Ministerstwie Obrony. Działał na rzecz stworzenia izraelskiego przemysłu obronnego.
W 1951 został wybrany do izraelskiego parlamentu Knesetu z ramienia Mapai. Został ministrem rolnictwa i przemysłu. Współpracował z Agencją Żydowską, pozyskując środki dla rozwoju państwa Izrael. Po kampanii synajskiej (1956) został ministrem finansów.
26 czerwca 1963 objął obowiązki premiera rządu izraelskiego i jednocześnie ministra obrony.
W 1964 odbył pierwszą państwową wizytę premiera Izraela w Stanach Zjednoczonych. Doprowadził do zbliżenia pomiędzy oboma państwami i ułatwił podpisanie licznych umów gospodarczych.
Za jego kadencji w Izraelu w 1964 zbudowano narodowy system nawadniający połacie kraju wodami z Jeziora Tyberiadzkiego.
Nawiązał stosunki dyplomatyczne z Niemcami w 1965 i więzi kulturalne z ZSRR. W 1966 odwiedził sześć afrykańskich państw.
W 1967 przeprowadził wojnę sześciodniową z krajami arabskimi. Dzięki sprawnym manewrom taktycznym w ciągu zaledwie sześciu dni izraelska armia zajęła Judeę, Samarię, Gazę, Wzgórza Golan oraz zajęła jordańską dotychczas część Jerozolimy. W odpowiedzi na terroryzm palestyński, w grudniu 1968 roku zaaprobował odwetowy rajd na lotnisko w Bejrucie.
Zmarł na atak serca 26 lutego 1969. Został pochowany na cmentarzu wojskowym na Wzgórzu Herzla.
Po jego śmierci mandat poselski objął po nim Ari Ankorjon.